# Generaloberstabsarzt

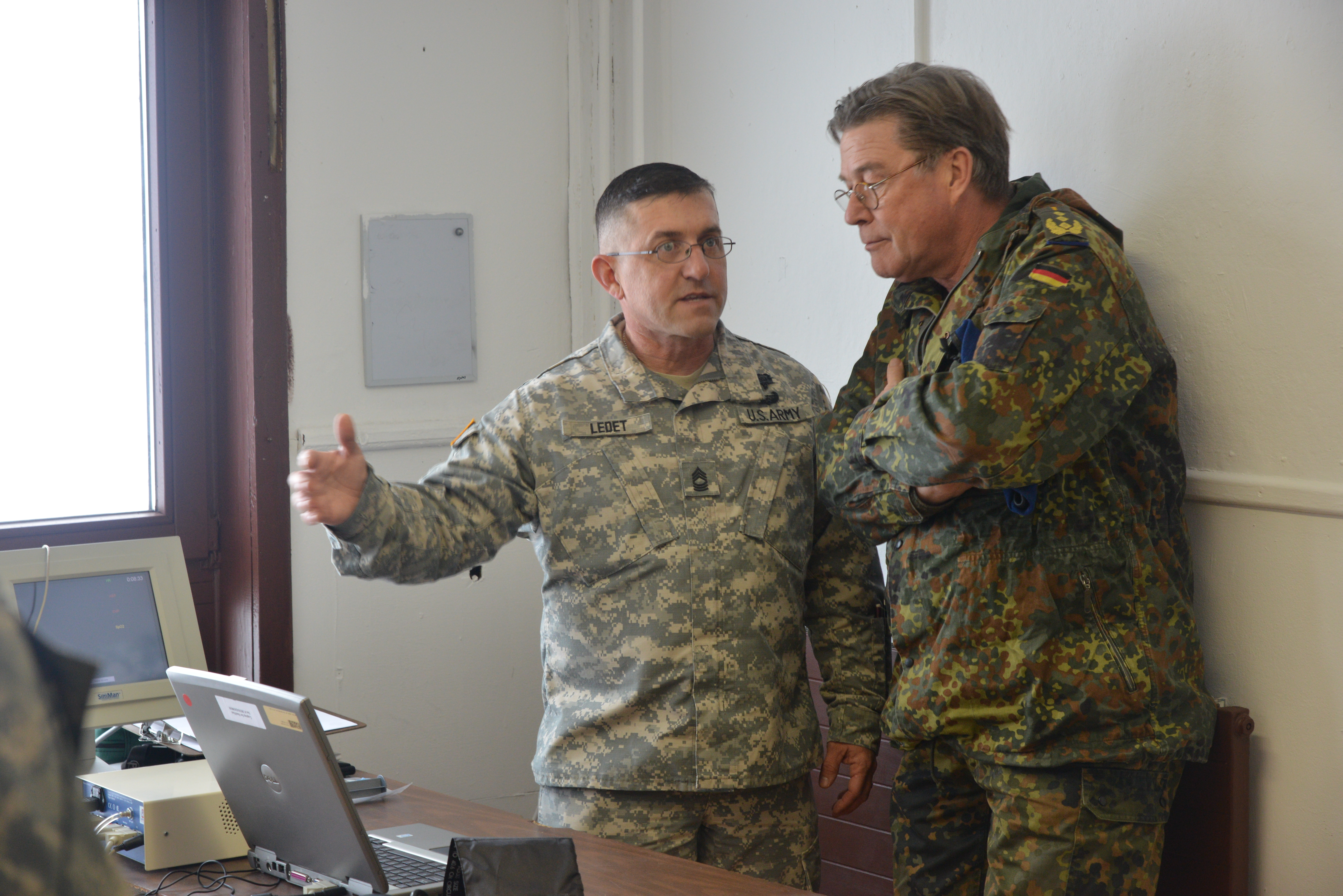
Generaloberstabsarzt Ingo Patschke (rechts)

Generaloberstabsarzt ist ein Dienstgrad für Sanitätsoffiziere.

## Deutschland

### Bundeswehr
Der Generaloberstabsarzt ist einer der Dienstgrade der Bundeswehr. Generalstabsärzte sind Sanitätsoffiziere mit einer Approbation als Arzt. Der Dienstgrad Generaloberstabsarzt wird durch den Bundespräsidenten mit der Anordnung des Bundespräsidenten über die Dienstgradbezeichnungen und die Uniform der Soldaten auf Grundlage des Soldatengesetzes festgesetzt.

#### Dienststellungen
Generaloberstabsarzt ist in der Regel ausschließlich der Inspekteur des Sanitätsdienstes. Er führt das Kommando Sanitätsdienst der Bundeswehr und den Zentralen Sanitätsdienst der Bundeswehr. Er ist oberster Fachvorgesetzter im Sanitätsdienst der Bundeswehr und aller Sanitätsoffiziere der Bundeswehr.
Am 1. Juli 2025 wurde bekannt, dass mit Generaloberstabsarzt Dr. Nicole Schilling erstmals eine Frau Stellvertreter des Generalinspekteurs der Bundeswehr wird.

#### Ernennung
Gesetzliche Grundlagen für die Ernennung zum Generaloberstabsarzt setzt die Soldatenlaufbahnverordnung (SLV) und ergänzend die Zentrale Dienstvorschrift (ZDv) 20/7. Im Detail sind die Laufbahnen dort aber nur bis zum Dienstgrad Oberstarzt reglementiert. Die Ernennung zum Generaloberstabsarzt ist dagegen im Wesentlichen eine vom Dienstherrn aufgrund der Eignung, Befähigung und Leistung des Soldaten zu treffende Entscheidung, die kaum weiteren Voraussetzungen unterliegt. Zum Generaloberstabsarzt werden in der Praxis üblicherweise nur Berufsoffiziere ernannt, die die Approbation zum Arzt aufweisen und darüber hinaus mindestens das medizinische Fachwissen eines Oberstabarztes. Nach der Soldatenlaufbahnverordnung gilt sinngemäß, dass die Dienstgrade in der in der Anordnung des Bundespräsidenten beschriebenen Reihenfolge regelmäßig durchlaufen werden sollten und eine Mindestdienstzeit im vorangehenden Dienstgrad von mindestens einem Jahr die Regel sein sollte; in der Praxis waren Generaloberstabsärzte zuvor mehrere Jahre Generalärzte. Vor Beförderung in die Dienstgradgruppe der Generale ist keine besondere Prüfung abzulegen; in der Praxis haben Generaloberstabsärzte meist jedoch den Lehrgang Generalstabs-/Admiralstabsdienst an der Führungsakademie der Bundeswehr absolviert.

#### Dienstgradabzeichen
Das Dienstgradabzeichen für Generaloberstabsärzte entspricht im Wesentlichen dem für Generalleutnante. Zur Unterscheidung der Generaloberstabsärzte dienen zusätzliche Laufbahnabzeichen in Form eines Äskulapstabes. Die Schlange windet sich im Laufbahnabzeichen für Ärzte in doppelter Windung, bei Zahnärzten in einfacher Windung um den Stab.

#### Geschichte
Der Dienstgrad wurde mit der sechsten Anordnung des Bundespräsidenten über die Dienstgradbezeichnungen und die Uniform der Soldaten vom 5. Mai 1966 neu geschaffen.

#### Sonstiges
Hinsichtlich Befehlsgewalt im Sinne der Vorgesetztenverordnung und Wehrdisziplinarordnung, hinsichtlich Besoldung und hinsichtlich äquivalenter, nach- und übergeordneter Dienstgrade im Sinne der ZDv 14/5 sind im Übrigen Generaloberstabsärzte dem Generalleutnant gleichgestellt. Besonders in medizinischen Fachfragen sind Sanitätsoffiziere häufig Fachvorgesetzte auch höherrangiger Soldaten. In der nach der Soldatenlaufbahnverordnung und ZDv 20/7 regelmäßig zu durchlaufenden Beförderungsreihenfolge ist der dem Generaloberstabsarzt vorangehende Dienstgrad der Generalstabsarzt. In den Laufbahnen für Sanitätsoffiziere ist der Generaloberstabsarzt der Spitzendienstgrad; eine weitere Beförderung innerhalb dieser Laufbahn ist nicht mehr zulässig. Daher gibt es keinen Dienstgrad für Sanitätsoffiziere, der ranggleich mit dem General wäre. Den Dienstgrad Generaloberstabsarzt führen nur Heeres- und Luftwaffenuniformträger; der entsprechende Dienstgrad für Marineuniformträger ist der Admiraloberstabsarzt.
| Offizierdienstgrad |                                                                       |                      |
| Niedrigerer Dienstgrad |                                                                       | Höherer Dienstgrad   |
| Generalmajor Konteradmiral Generalstabsarzt Admiralstabsarzt                                                                    | Generalleutnant Vizeadmiral Generaloberstabsarzt Admiraloberstabsarzt | General Admiral n.v. |
| Dienstgradgruppe: Mannschaften – Unteroffiziere o.P. – Unteroffiziere m.P. – Leutnante – Hauptleute – Stabsoffiziere – Generale |                                                                       |                      |

### Wehrmacht
Der Generaloberstabsarzt war ein Generalsdienstgrad in Heer und Luftwaffe der Deutschen Wehrmacht.
Der Generaloberstabsarzt war in beiden Teilstreitkräften ranggleich dem General der Waffengattung. Der äquivalente Rang in der Kriegsmarine war der Admiraloberstabsarzt. Auf den entsprechenden Schulterstücken war zwischen den beiden Generalssternen ein Äskulapstab aufgebracht. In der Waffen-SS war der Rang mit dem des Obergruppenführer und General der Waffen-SS vergleichbar.
In der Wehrmacht erreichte den Rang Generaloberstabsarzt Siegfried Handloser, der zugleich ab 28. Juli 1942 Chef des Wehrmachtsanitätswesens im Oberkommando der Wehrmacht wurde. Den Dienstgrad Admiraloberstabsarzt führte der Sanitätschef der Kriegsmarine. Das Äquivalent zum Sanitätschef der Kriegsmarine waren der Heeres-Sanitätsinspekteur und Sanitätsinspekteur der Luftwaffe.

## Österreich-Ungarn

Generaloberstabsarzt Joseph Kerzl, 1912

Die österreichisch-ungarischen Streitkräfte kannten den Dienstgrad eines Generaloberstabsarztes ebenfalls. Beispielsweise bekleidete Joseph Ritter von Kerzl (1841–1919), der langjährige Leibarzt Kaiser Franz Josephs I., diesen Rang. In den Landstreitkräften Österreich-Ungarns entsprach der Dienstgrad eines Generaloberstabsarztes dem eines Feldmarschallleutnants.

## Vereinigte Staaten von Amerika
In den US-Streitkräften gibt es folgende vergleichbare Dienstgrade:
- Surgeon General of the United States
- Surgeon General of the United States Army
- Surgeon General of the United States Air Force
- Surgeon General of the United States Navy